# Erasmusparkbuurt

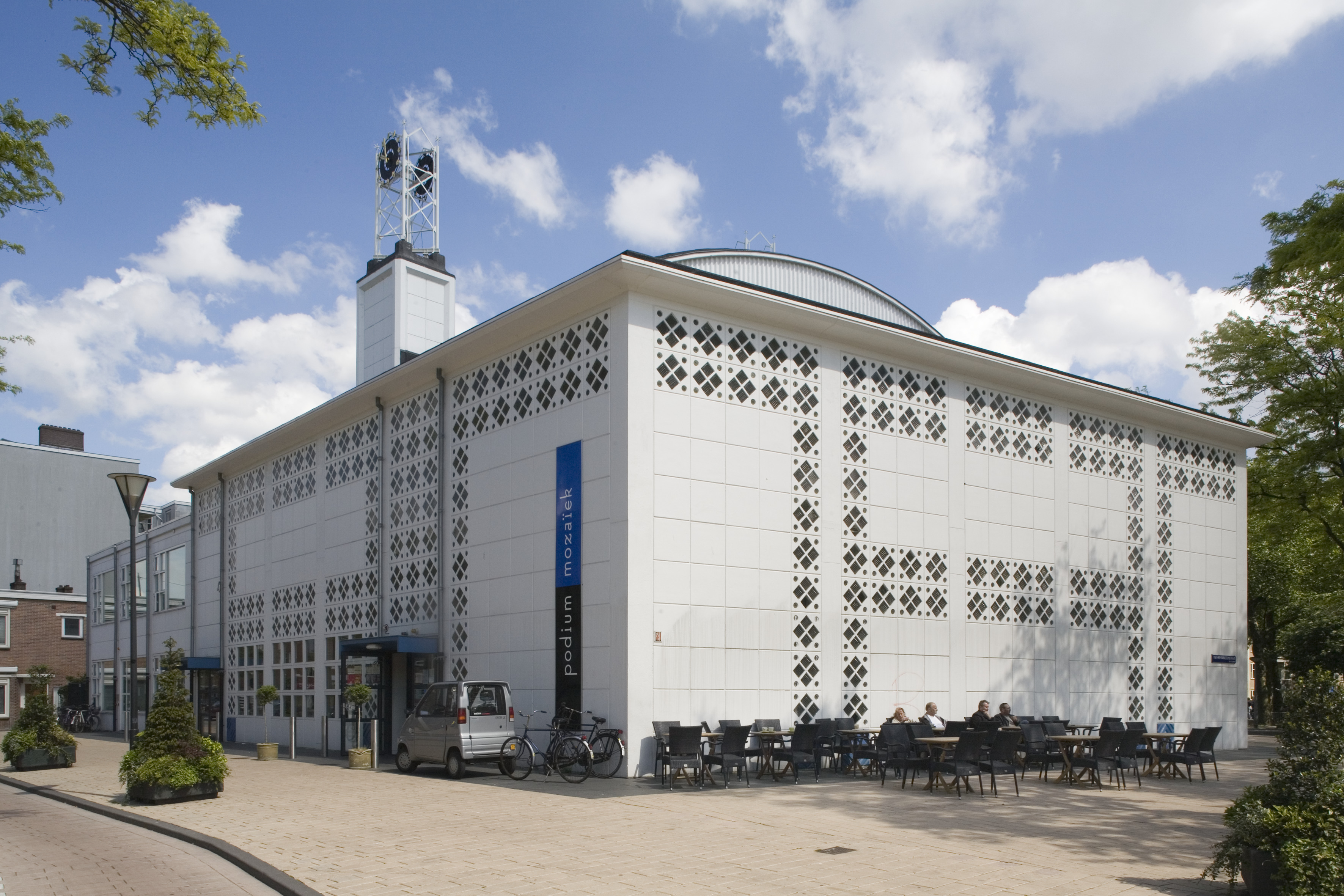
De Pniëlkerk.

De Erasmusparkbuurt is een buurt in Amsterdam-West die is vernoemd naar het Erasmuspark, dat een groot gedeelte van de wijk beslaat.

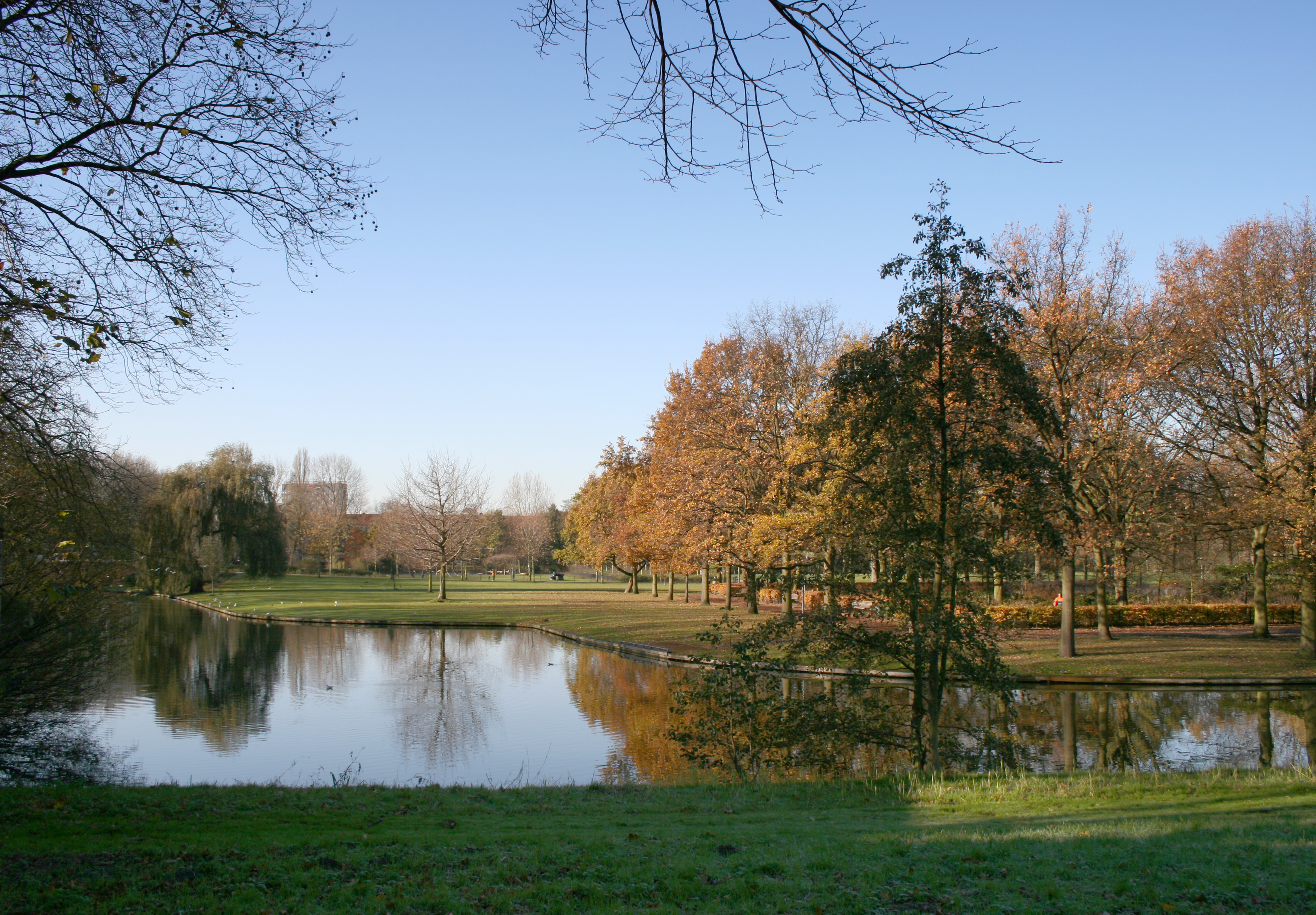
Het Erasmuspark.

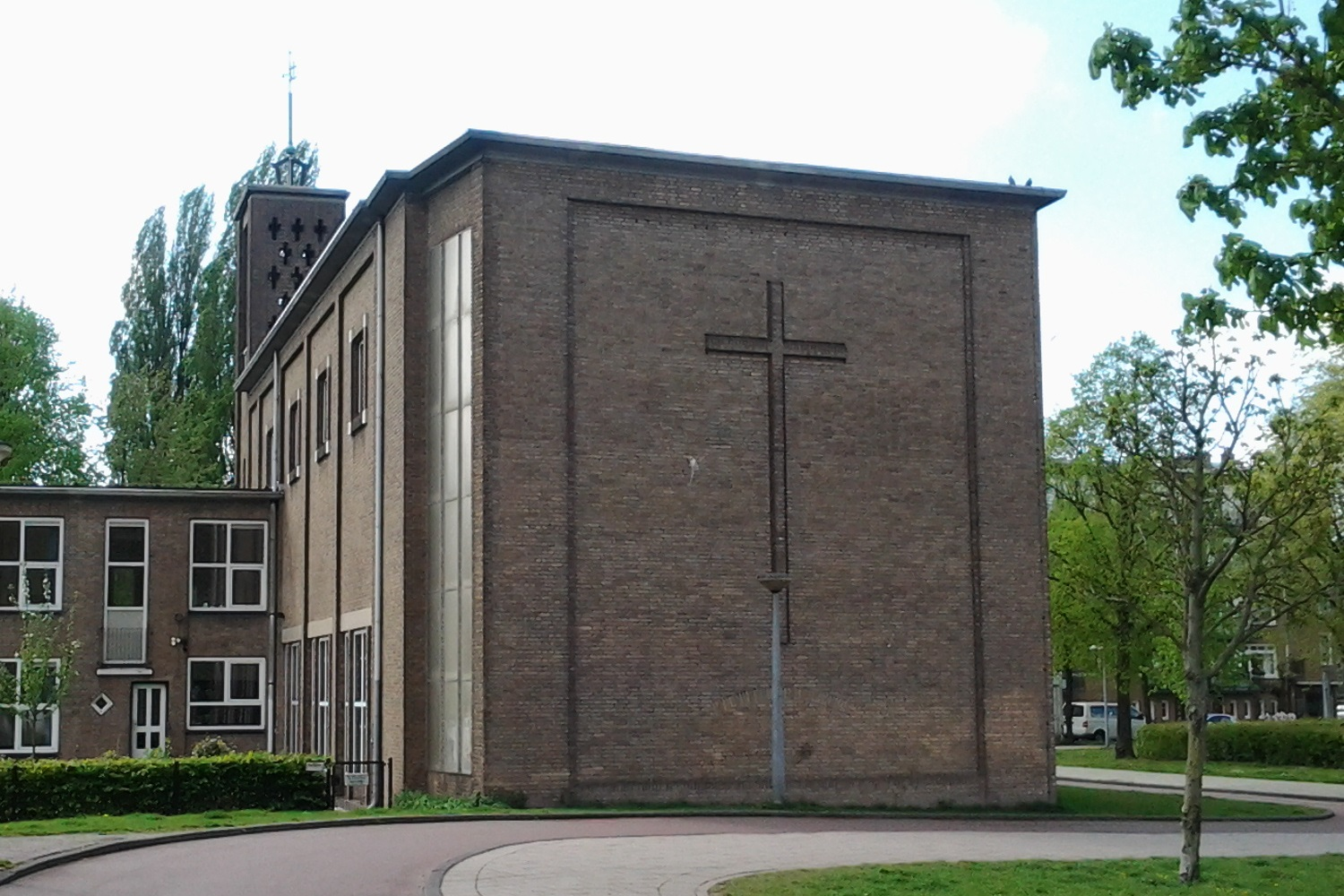
De Augustanakerk.

De Erasmusparkbuurt ligt tussen de Admiraal de Ruijterweg, Jan van Galenstraat, Mercatorstraat, Hoofdweg en Bos en Lommerweg en wordt doorsneden door de Erasmusgracht. Tussen 1990 en 2010 maakte de wijk deel uit van stadsdeel Bos en Lommer. Sindsdien is de buurt onderdeel van stadsdeel Amsterdam-West.
Met de aanleg van het Erasmuspark werd begonnen vanaf eind jaren twintig - de buurt eromheen dateert voornamelijk uit 1939 en 1940, waarna de Tweede Wereldoorlog de uitvoering van het Algemeen Uitbreidingsplan (AUP) vertraagde.
De straten in de Erasmusparkbuurt zijn veelal vernoemd naar historische boeken, toneelstukken en karakters, zoals de Reinaert de Vosstraat en de Merlijnstraat. Het Erasmuspark is vernoemd naar humanist, theoloog en filosoof Desiderius Erasmus.

## Gebouwen en voorzieningen
Bekende gebouwen in de buurt zijn de Pniëlkerk, gebouwd in 1955-1957, en de Augustanakerk, gebouwd in 1955-1957.
Het was (na Landlust) een van de eerste wijken in Nederland waar met strokenbouw werd geëxperimenteerd, daardoor heeft de wijk veel open ruimtes met groen. Er is een kinderboerderij en parkje in het Wachterliedplantsoen, een fiets- en wandelroute langs de Erasmusgracht, een infiltratiezone nabij de Dorus Theus Brug en enkele groene doorsteekjes tussen de verschillende stroken. Ook is er voetbalclub Blauw-Wit en zijn er enkele tennisvelden, waaronder een algemeen toegankelijk tennisveld.